# Even Wetten
Even Gabrielsen Wetten  (ur. 12 sierpnia 1982 w Hamar) – norweski łyżwiarz szybki, dwukrotny medalista mistrzostw świata.

## Kariera
Największe sukcesy na arenie międzynarodowej Even Wetten osiągnął w 2005 roku, kiedy zdobył dwa medale podczas dystansowych mistrzostw świata w Inzell. Wygrał tam bieg na 1000 m, a na dystansie 1500 m zajął trzecie miejsce. Przegrał jedynie ze swym rodakiem, Rune Stordalem i Erbenem Wennemarsem z Holandii. Były to jedyne medale wywalczone przez niego na imprezie tej rangi. Był też między innymi dziewiąty w biegu na 1500 m na dystansowych mistrzostwach świata w Salt Lake City w 2007 roku. Trzykrotnie stawał na podium zawodów Pucharu Świata, ale nigdy nie zwyciężył. Najlepsze wyniki w zawodach tego cyklu osiągał w sezonie 2005/2006, kiedy był czwarty w klasyfikacji końcowej 1000 m. W 2006 roku wziął udział w igrzyskach olimpijskich w Turynie, gdzie był dziesiąty na 1500 m, a w biegu na 1000 m zajął 23. miejsce. W 2007 roku zakończył karierę.